# 預金供託金庫

預金供託金庫（よきんきょうたくきんこ、Caisse des dépôts et consignations）は、フランス復古王政期の1816年に設立された資産集中運用機関である。フランス銀行の相方を務め、地方融資部門はデクシアの前身となった。

## 第一次世界大戦以前
1578年、アンリ3世が預金供託出納官receveur des dépôts et consignations を設置して国庫資金を一元管理させた。また、1522年から償却金庫（Caisse d’Amortissement）という制度が、累積した国債を雑多な財源で買戻して負担が減るように借り替えていた。フランス革命が起きて出納官は1793年に廃止となり、後身の「国民財務一般金庫」も1799年に清算された。ナポレオンは休眠口座であった償却金庫を再編編成して、国民財務一般金庫の業務を継承させた。この業務は少し分かりにくい。将来の税収をあてこんで国家債務を「返済」するのであるが、しかし手持ちがないので政府紙幣を発行する。その準備金に償却金庫の財源を充てる。財源は税収待ちの国庫が拠出する。償却金庫は預金・供託金を受け入れたり、また公務員退職年金基金も管理したりした。これら財政投融資は国庫拠出と並び償却金庫の財源であった。償却金庫は後の預金供託金庫とほぼ同様の業務を行った。
償却金庫の原資は1800年にフランス銀行へ委託された。しかし、償却業務までは委託されなかった。この中途半端な措置は政治的な妥協の産物である。財務長官モリアン（Nicolas François Mollien）がフランス銀行をイングランド銀行のような国家御用達にしようと主張した。ナポレオンはインフレにつながる直接引受けをできないようにしたいと考えていた。
1816年4月28日の立法で償却金庫が預金供託金庫へ改組された。
前年末に大蔵大臣コルヴェット（Emmanuel corvette）がその金庫をして政府から独立させようと建議した結果である。株式でつくる中央銀行と違って、国庫拠出金が事実上の資本金であった。それでも不足で王有林を払い下げ、財投運用もするというので、王党派から異議あいついだ。そこで法は統制をかけた。まず監査委員会を設置した。これは監査役と役員をかねており、定員と構成を何度も変えながら現在も続いている。そして償却業務と財投運用を分離した。第110条で預金・供託金を償却金庫に入れてはならないと戒めている。しかし、第111条は前条で分離したはずの業務をともに同一の監査と責任規定に服するとした。
前年までコルヴェットはサン・ジョルジョ銀行の理事を務めていた。サン・ジョルジョの存続は失敗したが、しかしコルヴェットはサン・ジョルジョの経営原理に対する研究蓄積を償却金庫の改組につなげたのである。
2年もたつとパリを初めとしてさまざまな出資者が地域ごとに普通貯蓄金庫（商品としてはLivret A、フランス郵便貯金の一つ）をつくりはじめた。これらの経営を安定させるため、めいめいの貯金は1829年から国庫の当座勘定に、1837年からは預金供託金庫に、全て預託されるようになった。1837年まで預金供託金庫の負債項目で最大のものは国庫から償却金庫への拠出金であった。預託された普通貯蓄金庫貯金の額は、すぐに償却金庫の資金額を上回った。貯蓄金庫貯金は大不況で一層膨大なものとなる。一方、償却金庫は1871年9月16日の立法で清算されて休眠口座となった。
預金供託金庫の資産は従来パリ市債などの短期証券であったが、普通貯蓄金庫貯金を受け入れてからは長期国債が大部分を占めるようになった。19世紀末から20世紀初頭にかけては低家賃住宅組合へ貸しつけられるようになり、1913年に貸付金は長期国債の1/5程度にまで増えた。これには1894年のいわゆるシーグフリート法loi Siegfried という法的根拠があった。預金供託金庫と普通貯蓄金庫は、それぞれ資産の1/5まで低家賃住宅組合へ貸しつけることができるようになったのである。この融資はクレディ・フォンシエと競争になった。なお、低廉住宅の意匠権はロスチャイルド財団などがプールした。
余談として渉外事情を述べる。植民地銀行の資本金の一部がフランス国債であったことから、預金供託金庫と指定金融機関の口座を通じて、植民地銀行へ配当支払がなされたり、植民地政府の余剰資金の運用などがなされたりした時期があった。指定金融機関には当初フランス銀行が選ばれていたが、1874年からはパリ国民割引銀行（現パリバ）の職掌となった。この交代にともない、預託金融金庫・植民地銀行間の金融取引がパリ割引国民割引銀行の口座を通じてなされるようになった。

## 戦間期のダイナミズム
1871年から休眠状態であった償却金庫は、1917年10月26日の立法で戦時国債の償却を目的として業務を再開した。償却金庫には国庫から資金が拠出され、その運用はこれまでどおり、預金供託金庫の監査委員会に政策決定が委ねられた。1920年8月の監査委員会で、償却金庫は現状の国債売り圧力に対して無力という認識のもと原則的に運用停止することが決定された。大蔵省がフランス銀行を代表とする19世紀以来のシンジケート団（以下シ団）に働きかけて、1920年6％利付国債の引き受けまでは達成できていた。しかし価格の下落傾向は1925年まで引きずられた。
一方、普通貯蓄金庫の貯金は戦中の1917年から、貯金残高の急激な上昇と共に預け入れ超過に転じた。1924年までほとんど超過は途切れなかった。1919年2月までの監査委員会は貯金がすぐに引き出されるかどうか分からなかったので、資産構成は長期運用と払い戻しのバランスをとった。払い戻し用の資産構成とは、国庫当座勘定への預託および浮動債である。3月以降は長期運用額を増やした。12月にクレディ・ナショナル債が出ると、これを買おうとする引き出しに備えて普通貯蓄金庫は一時運用停止となった。しかし引き出し超過は翌年末まで起こらなかった。
1920年1月10日、ヴェルサイユ条約が批准されて世界各地のさまざまな法律関係が定まった。各地で行われていた幾らかの投資は収益を見込めなくなった。1921年11月にはドイツからの賠償支払いが止まってしまい、世界的不況にあってフランス経済は特にショックを受けた。政府は巨額の浮動債を発行した。引受けた市中銀行はすぐにフランス銀行へ再割引に出し、国庫は調達したばかりの資金でフランス銀行からの借金＝国庫貸上金をいくらか返済した。国庫貸上金の限度額は見かけ上守られたが、浮動債は財政の弱点となり、その分銀行が利回りを得るかっこうとなった。
償却金庫は1921年から国庫の拠出が大幅に減らされ、翌年には打ち切られて運用を停止した。普通貯蓄金庫と国営貯蓄金庫は短期のポジションをとった。1923年から翌年にかけては引き出し超過が続いた。1923年初頭の監査委員会は、資金を吸っているとみられる借換国庫証券を買い入れる判断に至り、結果として場違いな中期ポジションとなった。
1924年浮動債の流通残高が法定限度額を超えていたので、12月にガストン・ドゥメルグ大統領の左翼連合が40億フランを目標に10年満期の5％借換国庫証券を発行した。大蔵省は10月1日から協議してクレディ・リヨネやパリ連合銀行をふくむ8行のシ団に計9.75億フランの引受額を割り当ててあった。さらに大蔵省は8日にフランス銀行総裁を協議に加え、その場で預金供託金庫の役割を検討し、遠回しに協力を打診している。預金供託金庫は12月5日の監査委員会が「前年同様に長期ポジションをとる」方針を決定したが、そこで予定された買い入れ額は5.2億フランであった。
1925年2月から1926年6月まで再び預け入れ超過となった。7月の通貨危機が引き出し超過と政権交代をもたらし、レイモン・ポアンカレ内閣がフラン安定化策として累積浮動債のコンソル化を企てた。償却金庫は1922年から拠出金打ち切りのため運用停止に陥っていたが、1926年4月29日の予算法で清算されて、預金供託金庫と別個の独立償却金庫が設けられた。この財源は雑多不安定であった。8月にポワンカレは憲法改正と立法により、独立償却金庫を廃して「国防証券管理・たばこ産業経営・公債償却のための独立金庫」Caisse autonome de gestion des bons de la défense nationale, d'exploitation industrielle des tabacs et d'amortissement de la dette publique を創設した。名称が長いために独立償却金庫とよぶが、たばこの専売経営を目的達成まで財源とする点は手堅く、1927年末の時点で収益の78.9％を占めた専売利益は浮動債の回収に貢献した。なお、預金供託金庫とは財政法でこそ分離していたが、しかしフランス銀行総裁をはじめとする監査委員会の有力者が独立償却金庫の主導権を握っていた。償却業務の原理はナポレオン時代と変わらなかったが、独立償却金庫の発行する債券は10月だけで15億フランも国防証券を回収した。この勢いはまるで、1960年前後にフランスが対外債務を減少させた勢いである。預金供託金庫総裁のタヌリーはシ団をとりまとめ債券を引受けさせた。預金供託金庫自身も債券を買い支えた。浮動債市場の縮小にともない、それをコール市場代わりに使えなくなるという問題が出た。そこで預金供託金庫が短期信用を供給するようになった。フランス銀行が割り引いてくれない手形を、保有銀行の買戻し約定つきで買い入れて（要は担保として預かって）、一週間から3ヶ月までを返済期限とする「貸付」を担ったのである。
1929年から世界恐慌が広がってゆくなか、フランスはヤング案の発効まで景気を拡大させた。1931年、4月17日の監査委員会は短期信用の供給先を外国の一般企業へ拡大した。3月末の予算法では預金供託金庫の株式・社債買い入れ業務が認められていたが、4月の預け入れ超過額10億フラン達成が運用意欲を煽り、同年度の買い入れ実績は3億470万フランとなった。
1932年、国防証券の償却進展と国庫証券の新規発行停止がともに実現した。翌年から預金供託金庫は引き出し超過に遭ってしまい、特に短期債は借換に対応せず国庫に償還を求めるようになった。1933年、保有する自治体債は0.71億フランとなった。前年は7.47であった。一方では農業国として、1932年と1934年のそれぞれに3億フランと5億フランを農業関係に融資した。
1938年11月12日のデクレが1895年7月20日の根拠法を改訂した。これによって、準備金の貯金総額10％に対する超過分が国庫の一般会計予算に自動算入されるようになった。1936年に緩いカーブで底を打っていた株式・社債の保有高は、1939年に突然5億フランを超えた。この年、預金供託金庫は航空機製造銘柄7社の新株などを購入している。

## 全貌が見えない現代
第二次世界大戦が勃発して預金供託金庫は直ちに本店をパリから西南のアンジェに疎開させた。パリ陥落後ヴィシー政権が成って本店がパリに帰ってきた。1940年12月18日の立法で、元本が限度額以内ならば利息部分が限度額をいくら超えてもかまわないことになった。これにより上半期の引き出し超過は収拾され、戦後までずっと預け入れ超過となる。さらに1941年10月31日の立法で、自治体が一定割合の株式を保有するものをふくめ、すべての貯蓄金庫が独立金庫となった。そして1942年1月31日のデクレによって、貯蓄金庫の貯金金利収益に対する免税措置を原則廃止にした。これら法的措置を総括すれば、大衆貯蓄がその規模において振興されながら、市場経済に放り込まれ台頭の機会を封じられたということができる。
1943年1月、占領下の大蔵省から預金供託金庫へ次のように打診された。ヴィシー当局は特定の民間企業三社についてすでに政府任命の役員を派遣しているが、さらに政府が一定数の株式を保有することになっており、そこで預金供託金庫が保有している三銘柄を譲り受けたいという。承認と実施に並行して2月3日には株券の記名または預託の義務が法定された。なお、打診の焦点三社には、前年から預金供託金庫とクレディ・ナショナルが再編に参加していたフランス貿易銀行があった。
1947年5月9日、世界銀行が初めて借款を供与した。その相手はクレディ・ナショナルであり、金額は2億5千万ドルであった。世銀は自身の根拠条約により債券を世界市場へ売却して資金を回収するつもりであったが、全部をそうすることはできなかった。合衆国輸出入銀行等への対外債務が片付いてから、世銀の対仏借款債券はフランス銀行などが引受けるようになった。債券は後に預金供託金庫へ移管された。こうして外債が償却されて、すぐに外資が進出してきた（具体例）。
1966年以降、それまで国庫が助成してきた社会住宅の建築原価を提供するようになった。
1980年代以降はヨーロッパレベルのカルテル規制が強まったので、民間金融機関と競争関係にある預金供託金庫事業は1984年から2001年にかけて分離され子会社化した。しかし、投資銀行部門のIXIS からは2002年時点で副総裁が出ることになっており、人材の結びつきは健在である。IXIS は大資本向けの金融資産を運用しており、他社の合併を積極的に行っている。
1991年、預金供託金庫はManufacturers Hanover Corporation がドイツにもっていた証券子会社を買収した。ハノーヴァー本体は翌年にJPモルガン系のケミカルバンクに吸収された。ハノーヴァー株はN・M・ロスチャイルド&サンズが10％保有したことがある。
2001年10月、預金供託金庫グループはバイエルン州立銀行と事業包括的な協力契約を結んだ。
2011年にはヴェオリア・トランスポールの事業整理に資本参加した。